# Governo Adenauer IV
Il quarto governo Adenauer fu il quarto governo della Germania Ovest, in carica dal 14 novembre 1961 al 13 dicembre 1962, durante la 4ª legislatura del Bundestag.
Il governo, guidato dal cancelliere federale Konrad Adenauer, era composto da una coalizione "giallo-nera" composta dall'Unione Democratico Cristiana (CDU), dall'Unione cristiano sociale bavarese (CSU) e dal Partito liberaldemocratico (FDP).
Il governo venne formato dopo le Elezioni del 1961 e rimase in carica fino al 1962, quando un cospicuo rimpasto diede vita al quinto governo Adenauer.

## Situazione Parlamentare
| Camera    | Collocazione | Partiti                       | Seggi     |
| --------- | ------------ | ----------------------------- | --------- |
| Bundestag | Maggioranza  | CDU (201), CSU (67), FDP (50) | 318 / 521 |
| Bundestag | Opposizione  | SPD (203)                     | 203 / 521 |

## Composizione
| Ministro                             | Nome | Nome                                     | Partito      |
| ------------------------------------ | ---- | ---------------------------------------- | ------------ |
| Cancelliere federale                 |      | Konrad Adenauer                          | CDU          |
| Vicecancelliere, Economia            |      | Ludwig Erhard                            | Indipendente |
| Esteri                               |      | Gerhard Schröder                         | CDU          |
| Interni                              |      | Hermann Höcherl                          | CSU          |
| Giustizia                            |      | Wolfgang Stammberger fino al 19/11/1962  | FDP          |
| Finanze                              |      | Heinz Starke dal 19/11/1962              | FDP          |
| Alimentazione, agricoltura e foreste |      | Werner Schwarz                           | CDU          |
| Lavoro e solidarietà sociale         |      | Theodor Blank                            | CDU          |
| Difesa                               |      | Franz Josef Strauß dall'11 dicembre 1962 | CSU          |
| Trasporti                            |      | Hans-Christoph Seebohm                   | CDU          |
| Telecomunicazioni                    |      | Richard Stücklen                         | CSU          |
| trasporti                            |      | Paul Lücke                               | CDU          |
| Rifugiati di guerra                  |      | Wolfgang Mischnick dal 19/11/1962        | FDP          |
| Questioni pan-tedesche               |      | Ernst Lemmer                             | CDU          |
| Affari regionali                     |      | Hans-Joachim von Merkatz                 | CDU          |
| Energia nucleare                     |      | Siegfried Balke                          | CSU          |
| Famiglia e gioventù                  |      | Franz-Josef Wuermeling                   | CDU          |
| Tesoro                               |      | Hans Lenz fino al 19/11/1962             | FDP          |
| Cooperazione economica               |      | Walter Scheel dal 19/11/1962             | FDP          |
| Sanità                               |      | Elisabeth Schwarzhaupt                   | CDU          |
| Senza portafoglio                    |      | Heinrich Krone                           | CDU          |